# گویش ایتالیایی مرکزی
گویش ایتالیایی مرکزی گویشی از زبان ایتالیایی است که در نواحی مرکزی کشور ایتالیا به آن تکلم می شود.و شباهت های زیادی نیز با زبان توسکانی دارد.